# Call off the Search
Call of the search er Katie Meluas første album. Det blev udgivet i november 2003, og blev godt modtaget af kritikerne. Sangen Closest thing to crazy blev et stort hit, og prægede radioerne hele foråret og sommeren 2004. Andre singler fra dette album er "Call Off the Search" og "Crawling Up a Hill".

## Spor
1. Call off the Search (Mike Batt) – 3:24
2. Crawling up a Hill (John Mayall) – 3:25
3. The Closest Thing to Crazy (Batt) – 4:12
4. My Aphrodisiac Is You (Batt) – 3:34
5. Learnin' the Blues (Delores J. Silver) – 3:23
6. Blame It on the Moon (Batt) – 3:47
7. Belfast (Penguins and Cats) (Katie Melua) – 3:21
8. I Think It's Going to Rain Today (Randy Newman) – 2:30
9. Mockingbird Song (Batt) – 3:06
10. Tiger in the Night (Batt) – 3:07
11. Faraway Voice (Melua) – 3:13
12. Lilac Wine (James Shelton) – 6:42